# Sander Skotheim
Sander Skotheim, född 31 maj 2002, är en norsk friidrottare som tävlar i mångkamp.

## Karriär
Vid U23-europamästerskapen i friidrott 2023 tog Skotheim silver i tiokamp. Vid Europeiska inomhusmästerskapen i friidrott år 2023 och vid inomhusvärldsmästerskapen i friidrott 2024 i Glasgow upprepade han prestationen i sjukamp.